# Xã Arbo, Quận Itasca, Minnesota
Xã Arbo (tiếng Anh: Arbo Township) là một xã thuộc quận Itasca, tiểu bang Minnesota, Hoa Kỳ. Năm 2010, dân số của xã này là 867 người.